# Hans von Aachen
Hans von Aachen (1552/56 Kolín nad Rýnem – 4. březen 1615 Praha) byl jedním z nejvýznamnějších malířů pozdního manýrismu na dvoře císaře Rudolfa II. v Praze. Vynikl jako portrétista, ale maloval i obrazy s biblickými, mytologickými a alegorickými náměty.

## Životopis
Hans von Aachen („Hans z Cách“) se svým jménem hlásil k místu, odkud pocházela jeho rodina. Narodil a vyškolil se však v Kolíně nad Rýnem. Vzhledem k malířskému talentu byl poslán k malíři původem z Antverp, který pracoval v Kolíně. Známe pouze jeho křestní jméno Georg či Jörg („Georgie oft Jerrighs“) a víme, že byl výborným portrétistou. Proto byl Hans von Aachen vyškolen především v duchu portrétní malby. Po složení cechovní zkoušky vstoupil do kolínského malířského cechu.

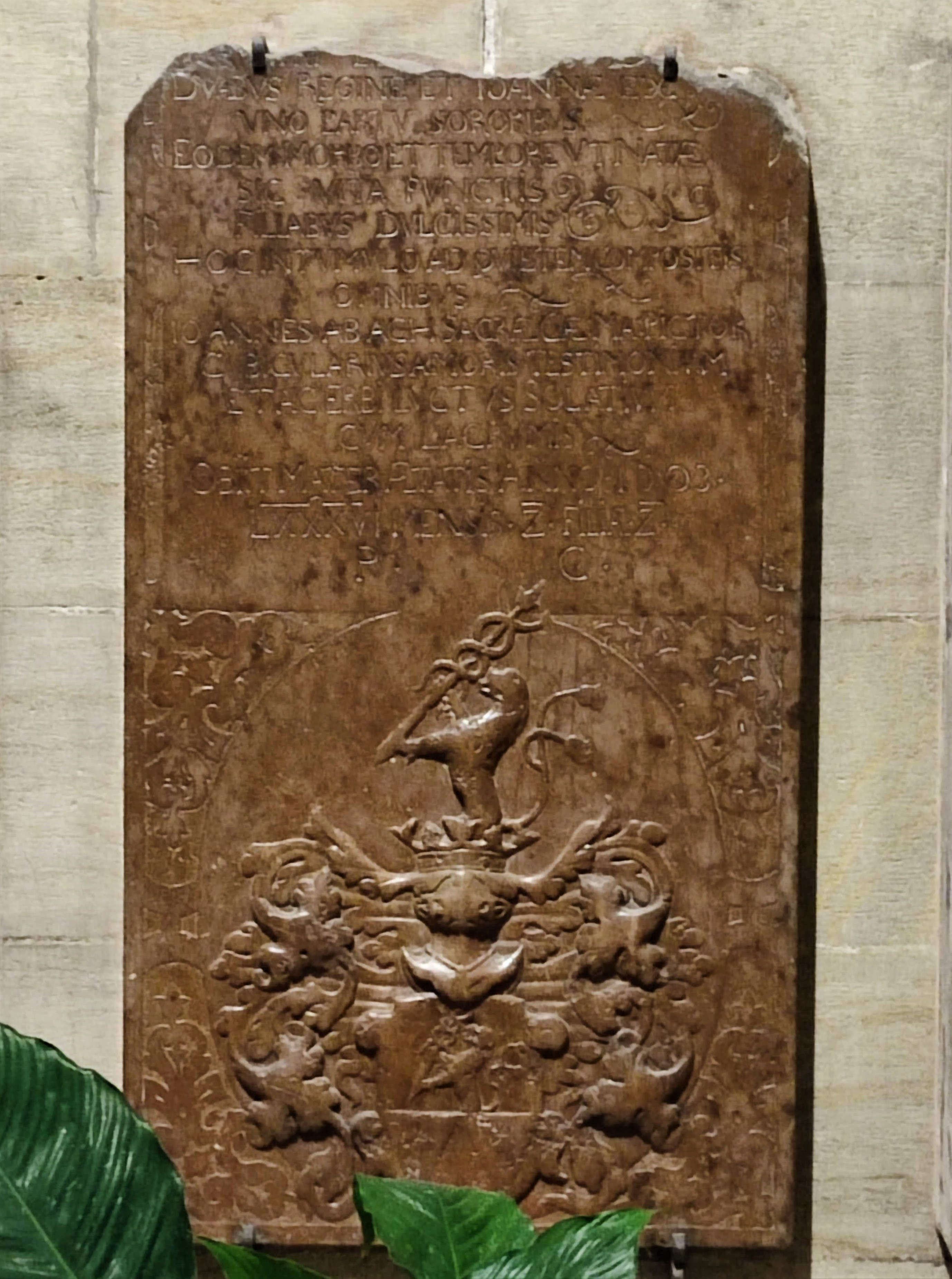
Náhrobek matky a dvou dcer Hanse von Aachen v katedrále sv. Víta

Přestože se již v Kolíně nad Rýnem mohl prostřednictvím Adriana Weerdta, Nizozemce vyškoleného v Itálii, zprostředkovaně seznámit s dobovými proudy v italském malířství, Aachen se ve věku 22 let vydal do Itálie. V Benátkách se seznámil s komunitou německých a vlámských umělců, především pak s Gasparem Remem (1542–1615/17), nizozemským malířem a obchodníkem s uměním. Protože úspěch v portrétní malbě předpokládal dokonalé zvládnutí techniky kresby, Aachen se brzy vydal z Benátek do Říma, kde technika kresby dosáhla mistrovského využití již v období renesance. V Římě se ubytoval v domě malíře a obchodního prostředníka Anthonise Santvoorta, kde se setkal s dalšími severskými umělci. Zde se mu stal vzorem nizozemský malíř Hans Speckaert (asi 1530–1577). V Santvoortově domě tak vznikla neformální „akademie kresby“, v níž se formoval vlastní Aachenův kresebný a figurální styl. Brzy se zde stal uznávaným malířem, který již od počátku osmdesátých let 16. století dostával zakázky od významných objednavatelů. V letech 1585 a 1586 byly mezi nimi i zakázky od toskánského velkovévody Francesca I. Medicejského. V Itálii namaloval portrét Gaspara Rema, sochaře Giambologni i portréty známých malířů Josepha Heintze st. a Bartholomea Sprangera s nimiž se opět setkal na císařském dvoře v Praze. Protože objednávky přicházely i od nizozemských a německých obchodníků usazených v Benátkách, začal již v Itálii využívat práce svých žáků a pomocníků. K nejvýznamnějším z nich patřili Pieter Isaacsz (1569–1625) a Joseph Heintz starší (1564–1609).
Koncem roku 1586 však Aachen odjel z Benátek do Kolína nad Rýnem vyřídit rodinné záležitosti. Na pozvání hraběte Otty Jindřicha ze Schwarzebergu však již na jaře 1587 pokračoval přes Frankfurt nad Mohanem do Mnichova. Zde byl brzy zahrnut množstvím objednávek nejen z vévodského dvora, ale i od Fuggerů a jezuitů. Předpokládá se, že jako člen doprovodu vévody Viléma V. Bavorského se v roce 1588 dostal k císařskému dvoru do Prahy, kde díky obrazu Podobizna sochaře Giambologni, který do Rudolfových sbírek získal zlatník a antikvář Jacob König (též Kynig), byl již v té době císařem obdivovaným malířem. Nepřekvapí proto, že od konce roku 1588 Aachen začal posílat obrazy do císařových sbírek a od 1. ledna 1592 se stal císařovým dvorním malířem. Jeho pokračující pobyt v Mnichově a částečně i v Augšpurku však prodlužovaly objednávky určené nejen pro vévodu, ale i pro Fuggery. Přesto již v té době mu Rudolf II. platil 200 guldenů ročně a dokonce mu vydal i povolení, že nemusí trvale sídlit u císařského dvora. Finanční odměny mu byly proto vypláceny v Augšpurku a u této praxe zůstalo až do konce malířova života.
Hans von Aachen do Prahy přesídlil až poté, co se v Mnichově 1. července 1595 oženil s Reginou, dcerou hudebního skladatele Orlanda di Lasso. Již předtím byl v roce 1594 císařem nobilitován s právem pečetit červeným voskem. Jak tento titul, tak i dřívější přátelství s řadou malířů mu usnadňovalo nakupovat umělecká díla do císařových sbírek po celé Evropě. Díky dobrým stykům se saským dvorem, jmenovitě s kurfiřtem Kristiánem II. Saským, přispěl nejen k získání Dürerova obrazu Klanění tří králů (dnes galerie Uffizi, Florencie), ale angažoval se i při jednání o zakoupení dalšího Dürerova obrazu známého jako Růžencová slavnost (dnes Národní galerie, Praha). Kromě zmíněného saského kurfiřta, Aachen v té době pracoval pro vévodu Jindřicha Julia Brunšvicko-Lüneburského, ale také pro Karla I. z Lichtenštejna, pro Lobkowicze či pro dvorního radu Johannese Barvitia nebo pro Petra Voka z Rožmberka. Stal se císařovým mimořádným oblíbencem a důvěrníkem, takže v letech 1603–1605 dokonce cestoval po evropských dvorech s pověřením vybrat pro císaře vhodnou nevěstu. Po opětném návratu do Čech se v Praze usídlil v domě Podybníkovském v Jiřské ulici, který mezi léty 1575–1593 vybudoval Kašpar Chotek, aby ho jako hotový prodal Rožmberkům. Ti ho rovněž brzy prodali, a tak se po roce 1606 dostal do vlastnictví Hanse von Aachena. Již rok předtím mu císař potvrdil šlechtický titul z roku 1594, polepšil mu znak a zvýšil mu plat na 300 guldenů ročně, což dále vylepšil částkou 100 guldenů „na činži“. Ještě roku 1612, kdy 20. ledna císař zemřel, Aachen zůstal mezi devatenácti umělci na výplatní listině dvora a pokračoval v práci i po nástupu císaře Matyáše. Umělcova rodina pak v uvedeném domě žila až do Aachenovy smrti v roce 1615.
Uvádí se, že Aachen byl pohřben v katedrále sv. Víta. Tento názor zřejmě vychází ze skutečnosti, že v roce 1615 Aachenova manželka Regina dala na pohřební desku v tehdy prozatímním průčelí chrámu vytesat latinský nápis připomínající Aachena jako císařského malíře. V nové arcibiskupské kapli se tento znakový náhrobník z červeného mramoru dochoval, nápisy označují matku Hanse von Aachena, zemřelou roku 1603 v 86 letech a jeho v témže roce zemřelé dcery- dvojčata Johannu a Reginu. V matrice zemřelých kostela sv. Víta není Hans von Aachen zapsán, pravděpodobně byl jako většina rudolfínských a barokních umělců pochován na hřbitově při kostele sv. Jana v Oboře pod Jánským vrškem, zrušeném za Josefa II..

## Rodina
Hans von Aachen se oženil s Reginou, dcerou hudebního skladatele Orlanda di Lasso, kterou vypodobnil nejméně dvakrát na svých obrazech, poprvé na dvojportrétu se zrcadlem a podruhé jako loutnistku. Měli spolu sedm dětí. Nejstarší byl syn Johannes (Hans), následovala dcera Marie Maxmiliána. V roce 1603 zemřela patrně v kojeneckém věku již zmíněná dvojčata Johanna a Regina. V roce 1610 se manželům narodil syn Julius a později dcera Kateřina. Až po Aachenově smrti se v září 1615 narodil poslední syn Johannes Franciscus, který byl pokřtěn již v Mnichově, kam se Regina von Aachen krátce po manželově smrti přestěhovala. Regina dala v mnichovském kostele sv. Salvátora zřídit manželovi druhý náhrobek, pod nímž byla později pohřbena i ona. V roce 1619 se v Mnichově podruhé provdala za svého známého, medailéra Alessandra Abondia, kterého poznala již v Praze.Na náhrobku je Regina pochopitelně uvedena s příjmením Abondio.

## Umělecká tvorba
Již v Kolíně nad Rýnem Aachenův malířský styl vykazoval vliv antverpského malířství, které zprostředkoval jeho učitel znalý umění školy Franse Florise. Pro jeho tvorbu se stal typickým portrétní obraz. Své autoportréty maloval po celý život a vkládal je i do mytologických a žánrových scén. Později byl v Římě ovlivněn kresbami Hanse Speckaerta, prostřednictvím kterých do Aachenovy tvorby pronikl italský vliv. Během pobytu v Mnichově a Augšpurku se však přizpůsobil konzervativnějšímu prostředí a jeho obrazy získaly na eleganci a barevné vytříbenosti. V obrazech určených pro císaře se však objevilo opětné uvolnění malířského vyjádření spojené s jejich rafinovanou dějovou kompozicí. Po roce 1600 původně gracilní mytologické a žánrové výjevy vykazovaly inspiraci sochařskými díly. V pozdním obraze Zvěstování Panně Marii se objevuje předzvěst nově nastupujícího uměleckého směru – českého baroka. Pokračování tohoto uměleckého projevu však zabrzdily portrétní objednávky, kterými ho po Rudolfově smrti zahrnoval císař Matyáš.

### Obrazy
Obraz Dva smějící se mladíci (dvojautoportrét) (Arcibiskupský zámek, Kroměříž) je pravděpodobně jak nejstarším Aachenovým dochovaným dílem, tak i prvním z jeho „smějících se autoportrétů". Během třináctiletého pobytu v Itálii Aachenovo dílo reprezentovaly především portréty, jak to dokládá i římský Autoportrét s donnou Venustou, namalovaný asi 1584, v němž Aachen dosáhl svého prvního uměleckého vrcholu. Přibližně ve stejné době vznikly i portréty uměleckých přátel z Florencie a Benátek, včetně portrétu sochaře Giambologni. Figurální malbu tohoto období charakterizují dva obrazy, a to Venuše a Adonis a Mladý pár s kostlivcem. Pro římský jezuitský kostel Il Gesù namaloval manýristicky pojaté Narození Krista, které bylo později opakovaně kopírováno pod názvem Klanění pastýřů.

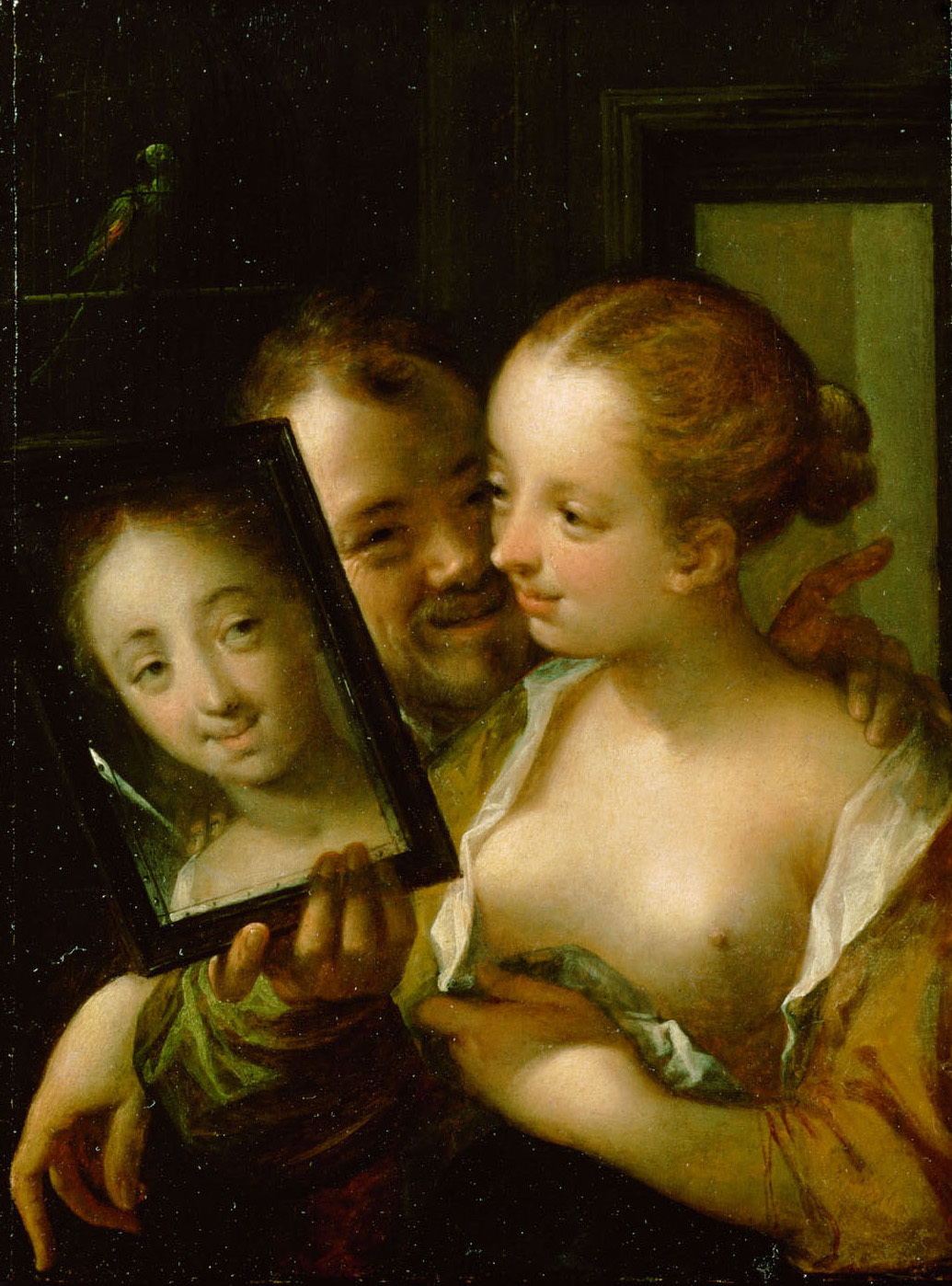
Mladý pár se zrcadlem (s malířovým autoportrétem, asi 1596, Uměleckohistorické muzeum, Vídeň

V Mnichově Aachenova portrétní malba pokračovala vynikajícím portrétem bavorského nejvyššího hofmistra, hraběte Otty Jindřicha ze Schwarzenbergu, pro kterého malíř namaloval ještě obraz Nalezení sv. Kříže sv. Helenou. Na dvou obrazech s námětem Nesení kříže je pak názorně vidět, jak se po odchodu z Benátek jeho malířský projev proměnil, neboť první z nich, dnes vystavený ve Slovenské národní galerii, ještě hýří benátskou barevností oproti pozdějšímu obrazu stejného námětu, dnes v Obrazárně premonstrátů na Strahově, který se již vyznačuje chladnou střízlivostí. Asi v době vzniku druhého obrazu Aachen v Mnichově namaloval tematicky navazující obraz Ukřižování Krista, dnes v české soukromé sbírce. Během umělcova mnichovského pobytu si vévoda Vilém V. Bavorský u Aachena objednal řadu podobizen své rodiny, přestože umělec portrétované osoby nijak neidealizoval a maloval je tak, jak je viděl. Celofigurální podobizny vévody Viléma V. Bavorského jsou proto dnes považovány za druhý vrchol umělcovy tvorby.

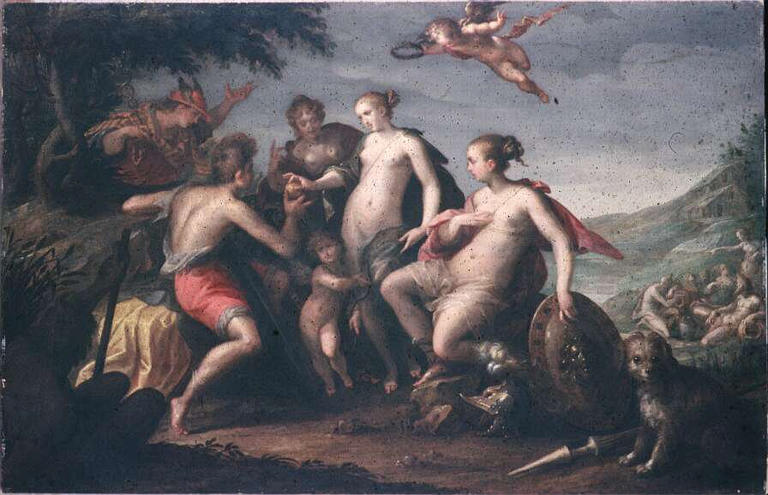
Paridův soud (1588, Musée de la Chartreuse, Douai)

Ve skupině antických mytologických námětů přešlo téma Paridova soudu z přípravných kreseb do podoby obrazu asi roku 1588. Kolem roku 1600 byl namalován obraz Únos Proserpiny na poloprůsvitný alabastr, proto se s proměnami osvětlení mění jeho přímořská atmosféra; s císařskou sbírkou se dostal do inventáře zámku Ambras. Následovaly obrazy Bacchus, Ceres a Amor, Bacchus, Venuše a Amor, Chlapec s hroznem vína nebo Pan a Selene určené také pro císařovu obrazárnuy. Pro císařovu „kunstkomoru“ byly také určeny obrazy z cyklu Alegorie na turecké války. Po patnácti letech se Aachen vrátil i k portrétní tvorbě, když namaloval známé poprsí císaře Rudolfa II. považované dnes za nejlepší dochovanou panovníkovu podobiznu (asi 1606/08, dnes Uměleckohistorické muzeum, Vídeň). V někdejší jídelně prelatury Břevnovského kláštera byl objeven Aachenův obraz Bolestný Kristus, kterým podle technologického průzkumu malíř překryl jiný nedokončený portrét Rudolfa II. Podobiznu svého syna Aachen namaloval na obraze Bacchus a Ceres, zatímco jeho nejpůvabnější obraz, Portrét dívky, dnes v Obrazárně Pražského hradu, je portrétem jeho dcery Marie Maxmiliány z roku 1612. Závěrečnou fázi umělcovy tvorby tvořily převážně portréty císaře Matyáše Habsburského a členů jeho rodiny.

### Kresby
Již první Aachenovy kresby poukazují na základní význam kresby pro jeho tvorbu. Byl skutečně obratným kreslířem, jak to dokládají dochované kresby z období od počátku 70. let 16. století až do jeho smrti. Vznikaly nejen jako předstupeň různých obrazů, ale i jako skici pro grafické listy. Aachenovi žáci a následovníci je navíc často kopírovali a poměřovali se tak s nimi. Jednou z jeho nejranějších kreseb je černou křídou nakreslený a šedě lavírovaný portrét malíře Gaspara Rema. V Římě studoval Speckaertovy kresby a dosažený pokrok dokládá skica Útěk do Egypta z poloviny 80. let 16. století. V Mnichově pak prováděl přípravné studie i k portrétům a začal skicovat podle živých modelů. Vznikly zde i dvě známější kresby, Archanděl Michael a Kladení Krista do hrobu. Příchodem do Prahy se pod vlivem tvorby Bartholomea Sprangera jeho kresba stala ladnější, těla byla více esovitě prohnutá a kompozice kresby připomíná divadelní scénu. Tento vliv dobře dokládá Aachenova kresba Pallas Athéna uvádí Malířství k Apollónovi a Múzám (Moravská galerie, Brno). Kresba rovněž posloužila rytci Aegidiu Sadelerovi jako předloha pro stejnojmenný grafický list. Pozdní Aachenovy kresby, jako Podobizna neznámého šlechtice (Hermann Christoph Rusworm?) (Szépmüvészeti Muzeum, Budapešť) nebo Ženská polofigura, zvaná Luna (Staatliche Kunstsammlungen, Kupferstich-Kabinett, Drážďany), již předjímají vývoj malířského umění v 17. století.

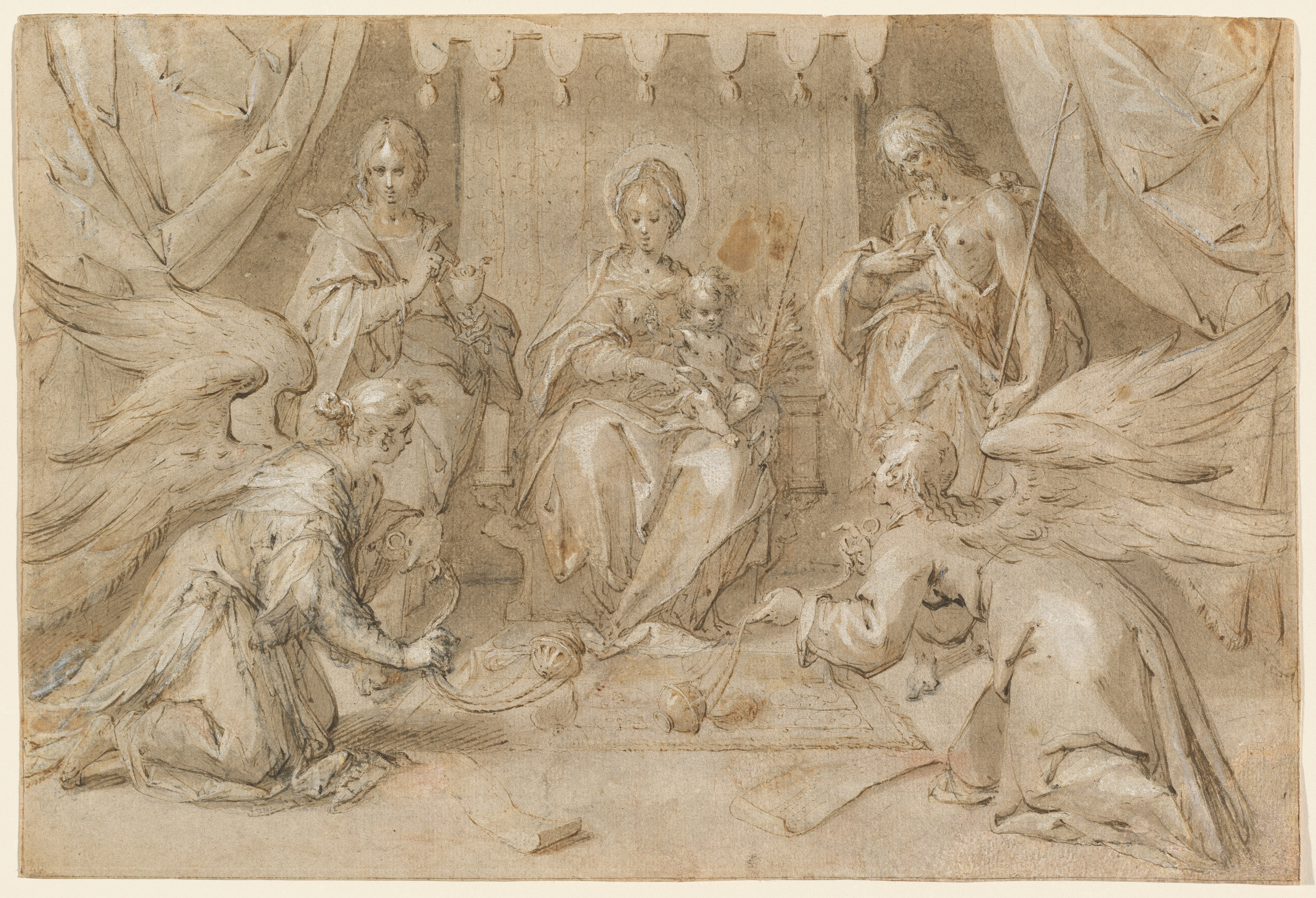
Panna Marie s Ježíškem, sv. Janem Křtitelem, sv. Janem Evangelistou a dvěma anděly. Aachenova předkresba pro stejnojmennou Sadelerovu rytinu (1589, National Gallery of Art, Washington)

### Grafika
Aachenovy portrétní kresby a některé obrazy posloužily jako předlohy pro rytiny, které zhotovovaly rytecké dílny rodiny Sadelerů v Praze nebo v Mnichově,  a v dalších městech podle objednávek portrétovaných osob, například pro Giorgia Bastu Dominicus Custos v Augsburgu. 
Otiskem rytin na dřevěných štočcích nebo ryteckých měděných deskách se obrazy a kresby stávaly dostupnějšími širší veřejnosti a popularita zobrazených osob tak stoupala. Příkladem růstu osobní popularity se staly rytiny bavorského hofmistra Otty Jindřicha ze Schwarzenbergu nebo císaře Rudolfa II., jehož rytinu zhotovil Diminic Custose v Řezně (1594) podle předlohy Josepha Heintze staršího. Asi roku 1603 oslavný portrét Rudolfa II. vyryl také Aegidius Sadeler podle Aachenovy nedochované předlohy. Alegorická doplnění různými atributy a postavami odkazovala na císařovy ctnosti. Rytina tak Rudolfa II. programově ztotožňovala s císařem Augustem a císařovu vládu připodobnila k době zlatého věku římského císařství. Jako celek tak oslavný grafický list sloužil jako prostředek osobní reprezentace.

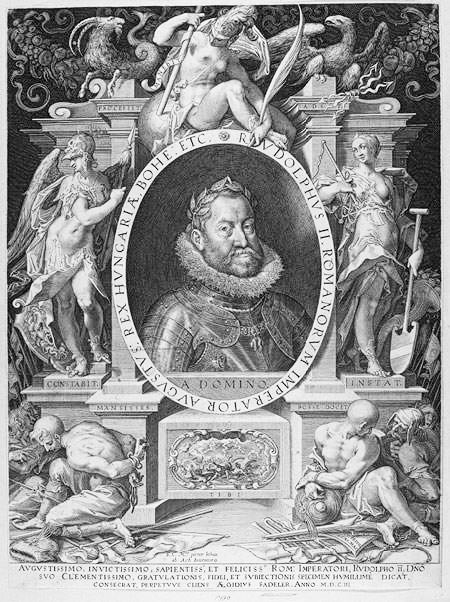
Rudolf II. Podle Aachenovy kresby vyryl Aegidius Sadeler, Praha 1603 (Národní galerie, Praha)

Aachen prováděl i dílčí korektury na několika mědirytinách, které reprodukovaly jeho obrazy. Dokládá to Paridův soud namalovaný roku 1588 pro kolínského obchodníka Bootse. O rok později Rafael Sadeler zhotovil mědirytinu tohoto obrazu, podle které v umělcově dílně vznikaly další jeho verze. Pro některé rytiny však Aachen zhotovoval přímo předkresby, což dokládá rytina Johanna Sadelera s názvem Panna Marie s Ježíškem, sv. Janem Křtitelem, sv. Janem Evangelistou a dvěma anděly. Nejvíce grafických listů vzniklo v době, kdy umělec pobýval v Mnichově a zabýval se speciální přípravou podkladů pro grafické listy. Vzniklé tisky, jako rytina Aegidia Sadelera nazvaná Minerva uvádí Malířství mezi sedm svobodných umění, často sloužily jiným malířům k převzetí hlavních postav do vlastních kreseb a obrazů, což dokládá, že Aachenova díla byla nejen reprodukována nejvlivnějšími mědirytci své doby, ale rovněž sloužila k přejímání obrazových detailů nebo i celkových kompozic.

## Umělecko-historický význam Aachenova díla
Hans von Aachen přinesl z Itálie nové podněty, které přispěly ke stylové proměně malířství na císařském dvoře v Praze. Od devadesátých let 16. století se tak Praha stala centrem internacionálního manýrismu. Vztah mezi císařem a Aachenem přerostl v opravdové přátelství, kdy Rudolf II. dovedl ocenit šíři umělcových výrazových prostředků, které byly očividně větší než u ostatních dvorských umělců. Po své smrti byl Hans von Aachen téměř zapomenut a teprve 20. století svou zálibou v umění manýrismu znovu objevilo Aachenovy umělecké kvality.

## Výstavy Aachenových děl v České republice
- 2010 Hans von Aachen – malíř na evropských dvorech. Správa Pražského hradu, Císařská konírna, Praha. Doba konání: 1. červenec - 3. říjen 2010. Kurátorka výstavy: Eliška Fučíková[20]
- 2014–2015 Rudolfínští mistři. Díla dvorních umělců Rudolfa II. z českých soukromých sbírek. Muzeum hlavního města Prahy, Praha. Doba konání: 12. listopad 2014 – 19. březen 2015. Kurátorka výstavy: Eliška Fučíková